# High-low
Pour les articles homonymes, voir High low.
Le high-low est une des activités du fitness et plus particulièrement de l'aérobic.
Elle représente une combinaison de HIA (high impact aerobics) et LIA (low impact aerobics) qui permet de développer la coordination et d'apporter des bénéfices sur le système cardio-vasculaire et cardio-respiratoire. Cette activité se pratique sur de la musique rythmée.

## Description
Les mouvements de type low impact sont des combinaisons de pas au cours desquelles au moins un pied est toujours en contact avec le sol. Les mouvements de type high impact contiennent des sauts, conduisant à de courtes périodes pendant lesquelles les deux pieds quittent le sol.

## Évolution
L'activité high-low est aujourd'hui en perte de vitesse de par l'envie du pratiquant de plus s'orienter vers le step et de par un sentiment moindre d'effort perçu par celui-ci. 

## Effets
Le high-low, entraîne un raffermissement des mollets, cuisses et fessiers, l'amélioration de différents systèmes, le développement de qualités physiques telles la coordination et l'endurance.